# José Toribio Merino
Santiago José Toribio Merino Castro (La Serena, 14 de diciembre de 1915-Viña del Mar, 30 de agosto de 1996) fue un marino chileno con rango de almirante de la Armada de Chile, que se desempeñó como comandante en jefe de esa institución. Fue miembro de la Junta Militar de Gobierno y Vicepresidente de la República,durante los dieciséis años y medio que duró la dictadura dirigida por el general Augusto Pinochet, desde el golpe militar del 11 de septiembre de 1973 hasta el 8 de marzo de 1990.
Como parte de la Junta estuvo a cargo de la economía del país, presidió el Comité Económico de Ministros. En 1975 participó en la elaboración del Estatuto de la Junta de Gobierno pasando a presidir la Primera Comisión Legislativa relacionada con el sector económico y relaciones exteriores y la Cuarta Comisión Legislativa relacionada con el sector defensa.

## Infancia y juventud
Hijo del vicealmirante José Toribio Merino Saavedra, quien fuera comandante en jefe de la Armada, y Bertina Castro Varela. Tuvo un hermano y dos hermanas. Cuando tenía cuatro años de edad, la familia se mudó a Viña del Mar y cuando tenía 12, a París al ser designado su padre por el presidente Carlos Ibáñez del Campo delegado de la comisión chilena que debía asistir en Ginebra a las Conferencias de Limitación de Armamentos de la Sociedad de Naciones, cargo que ocupó desde 1927 hasta 1930.
Durante ese período el joven Merino fue enviado interno al Golden Green College y al Sagesse Conventen de Londres, y luego al American High School, de París. En este permaneció un año y medio para luego, durante casi un año de duración, terminar sus estudios en Francia. Este vagar por diferentes colegios le permitió obtener el dominio  de dos idiomas (inglés y francés) que, según relata en sus memorias, fueron de enorme importancia en su vida futura pues le proporcionaron las herramientas que le permitieron ilustrarse y estar al día en una amplia gama de ramas del conocimiento tanto profesional como cultural.
En 1930, de regreso en Chile, volvió al colegio de los Sagrados Corazones de Viña del Mar y quiso ingresar en la Escuela Naval, pero no pasó el examen de admisión ya que sus conocimientos de castellano y de historia y geografía de Chile habían quedado sólo a nivel de tercera preparatoria.

### Formación naval
Al año siguiente logró su cometido y fue aceptado como cadete de primer año en la Escuela Naval con 15 años de edad. Egresó en 1936 con el grado de guardiamarina y partió en un viaje de instrucción a bordo del petrolero Maipo, que estaba comandado por el capitán de navío Luis Villarroel de la Rosa. El itinerario incluyó: Valparaíso, isla de Pascua, Estados Unidos —los puertos de San Diego y Los Ángeles— y regreso a Valparaíso después de sesenta días; completó su instrucción a bordo de la corbeta General Baquedano y en el acorazado Almirante Latorre y, finalmente, en la base naval de Talcahuano, donde estuvo dos años durante los que realizó cursos de artillería, torpedos, submarinos, armas submarinas, navegación, comunicaciones y otras materias que le permitieron ascender al grado de teniente segundo.
A fines de 1941, se presentó como voluntario para efectuar la exploración del terreno que separa el seno Almirantazgo del canal Beagle en Tierra del Fuego, pues había el propósito de construir un camino que uniera ambos puntos. Al año siguiente fue destinado al escampavía Cabrales perteneciente a la Tercera Zona Naval con base en Punta Arenas, pero el repentino fallecimiento de su padre lo obligó a regresar a Valparaíso. Luego fue enviado a efectuar un curso de especialidad de artillería a bordo del crucero Blanco Encalada (2.º), titulándose, con el primer lugar, como oficial especialista en esta materia en marzo de 1943. Al término del curso fue destinado al acorazado Almirante Latorre donde asumió como oficial de la torre 5.

### Eventual participación en la Segunda Guerra Mundial

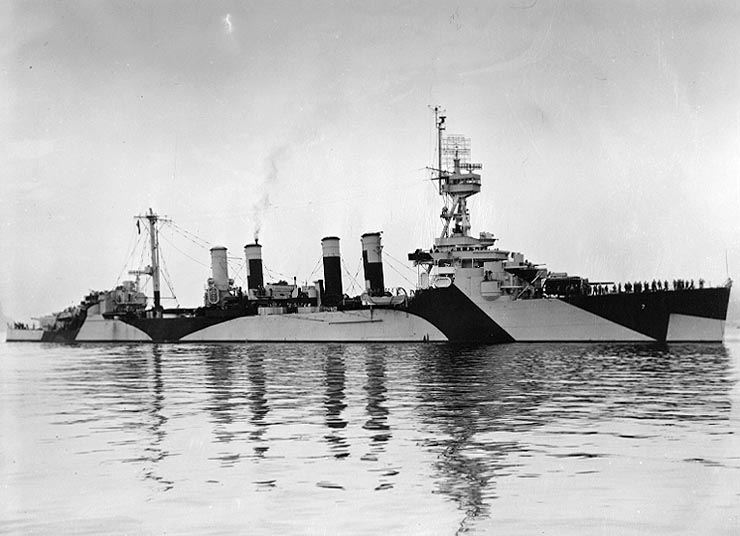
USS Raleigh.

De acuerdo a sus memorias, ese mismo año se habría presentado como voluntario para embarcarse en una nave estadounidense que estaba operando en el teatro de la guerra del Pacífico durante la Segunda Guerra Mundial. Desde abril de 1944 hasta septiembre de 1945 habría permanecido embarcado en el USS Raleigh, crucero ligero de la clase Omaha de la Armada de Estados Unidos. En este buque habría desempeñado sucesivamente los cargos de ayudante del departamento de Control de Averías, ayudante del oficial Artillero y oficial Control de Fuego, y habría participado en dos combates antiaéreos y operaciones en tierra, una de las cuales casi le cuesta la vida; después de eso, habría contraido malaria y el tratamiento le habría dañado seriamente la audición. En septiembre de 1945 habría regresado a Chile para asumir el cargo de oficial Artillero del destructor Serrano 2.º, según sus memorias
.

#### Experiencia naval como oficial jefe y superior
En 1950, siendo ya capitán de corbeta, fue trasladado nuevamente al acorazado Almirante Latorre, donde diseñó e implementó la Central de Informaciones de Combate, que no existía en esa unidad. Al año siguiente pasó al crucero O'Higgins, nave recién adquirida a los Estados Unidos. Formó parte de su primera dotación con el cargo oficial encargado de Control de Averías. En octubre de ese año conoció a Margarita Riofrío Bustos, con quien contrajo matrimonio el 1 de marzo de 1952; la pareja procreó tres hijas.
El mismo año de su boda, asumió como comandante de la corbeta Papudo; en 1954 fue destinado a la Academia de Guerra Naval, en la que efectuó un curso regular de Estado Mayor; y al siguiente fue enviado a la embajada de Chile en Gran Bretaña como agregado naval adjunto y asesor de armamentos durante la construcción de los destructores Williams (2.º) y Riveros (3.º).
En 1958 fue trasladado al Estado Mayor General de la Armada; al año siguiente asumió como comandante del transporte Angamos y en 1960 fue enviado como instructor a la Academia de Guerra Naval en la que escribió un manual de Logística Superior y otro de Geopolítica.
Fue comandante del destructor DDG-19 Almirante Williams de la clase Almirante y en julio de 1963 asumió como jefe del Estado Mayor de la Comandancia en Jefe de la Escuadra. Durante dicho período desempeñó además el cargo de comodoro del Grupo de Tarea chileno en la operación UNITAS.

### La guerra que casi decreta
En 1964 fue designado subjefe del Estado Mayor General de la Armada, periodo en el que visitó al ministro de Relaciones Exteriores Gabriel Valdés, quien narró así el episodio:

Me dijo que traía una noticia importante: la flota argentina estaba deshecha. El acorazado Belgrano estaba en reparación y no podía moverse; otro estaba camino a Europa y los submarinos, sin uso. Me dijo que como representante de la Marina en el Ministerio de Defensa, él quería proponer la destrucción de esta ﬂota con las fuerzas navales chilenas que estaban dispuestas a atacar y así liquidar el asunto. Con tamaña proposición quedé espantado y le dije: ”¡Pero, señor, eso es guerra!”. "Sí, pero la ganamos nosotros, y eso es lo que importa", me respondió. Como quedé aturdido con su insólito plan, recorrí el Palacio de la Moneda hasta el despacho del presidente (Eduardo Frei Montalva). Me recibió en el salón Carrera y le conté esta escena. Él me contestó severo: "Dile que se vuelva a su oficina y que hablará con él el ministro de Defensa". Volví para darle este mensaje.
Merino se retiró sin emitir palabra".
Gabriel Valdés. Sueños y memorias

En 1966, fue nombrado por parte de la Cancillería, presidente de un comité de juristas para preparar el caso canal Beagle ante una eventual presentación en la Corte Internacional de La Haya.

### Cofradía Náutica del Pacífico Austral
La Cofradía Náutica del Pacífico Austral, en la que los participantes estaban unidos aparentemente por el interés en los deportes náuticos, se formó en agosto de 1968 y en su reunión constitutiva Agustín Edwards Eastman fue nombrado primer comodoro y Merino, segundo. la empresa El Mercurio SA, del mismo dueño, la Papelera (como se conocía a la Compañía Manufacturera de Papeles y Cartones) del grupo Matte- y el Banco de Chile. Sergio de Castro fue decano de esa facultad que tenía mucho de territorio autónomo en tiempos de la rectoría de Fernando Castillo Velasco. En ese tiempo, después de la toma de la UC por los estudiantes, Sergio de Castro conoció a Jaime Guzmán, el joven alumno de Derecho, admirador del general español Francisco Franco que fundó el Movimiento Gremial Universitario y llegó a ser el principal ideólogo político de la dictadura del general Augusto Pinochet. Ambos fueron firmes opositores al movimiento estudiantil encabezado por la FEUC que llevó a Castillo a ser el primer rector laico de la Universidad Católica. Esta fue una sociedad secreta chilena relacionada con la navegación a vela y el yatismo basada en Algarrobo que sirvió como fachada de operaciones subversivas para la preparación del golpe militar.
En 1969 asumió como director de Armamentos de la Armada.

### Carrera durante la Unidad Popular
En enero de 1970 encabezó la Dirección General de los Servicios de la Armada y en noviembre del mismo año asumió como comandante en jefe de la Escuadra hasta marzo de 1972, fecha en que pasó a comandar la Primera Zona Naval con base en Valparaíso.
A partir de ese año, con la promulgación de la ley de control de armas, se formó un grupo de inteligencia dependiente del Estado Mayor de la 1.ª Zona Naval, bajo el mando el almirante José Toribio Merino que tuvo como función sistematizar la información de organizaciones y personas de la Unidad Popular y el MIR, que se conoció internamente como el plan Cochayuyo, que tenía por objeto, además, el control territorial y la neutralización de estos grupos.
Esa ley permitió durante el gobierno de la Unidad Popular la coordinación de oficiales de distintas ramas de las Fuerzas Armadas y Carabineros, quienes hicieron innumerables allanamientos a empresas estatales, así como a diversas poblaciones.
Como Comandante en Jefe de la Primera Zona Naval y Juez Naval pidió el desafuero y arresto del senador Carlos Altamirano y del diputado Óscar Guillermo Garretón, a los que acusó de sedición de unidades de la Escuadra en agosto de 1973. El domingo 9 de septiembre escribió a los generales Pinochet y Leigh que se había fijado el día D para el 11 de septiembre a las 06.00 horas.

## Antecedentes militares

### Rangos
- 1931: Cadete de la Escuela Naval Arturo Prat
- 1936: Guardiamarina
- 1937: Subteniente
- 1940: Teniente 2.º
- 1945: Teniente 1.º
- 1950: Capitán de corbeta
- 1956: Capitán de fragata
- 1962: Capitán de navío
- 1969: Contralmirante
- 1970: Vicealmirante
- 1973: Almirante

### Golpe militar
El 11 de septiembre de 1973, usurpa el mando de la Armada de Chile, encarcelando al almirante Raúl Montero Cornejo en su domicilio, se autodesigna comandante en jefe de la Armada,   pasando a formar parte de la Junta Militar de Gobierno que, encabezada más tarde por el general Augusto Pinochet, derrocó al gobierno democráticamente electo de Salvador Allende, quien denunció la traición de las fuerzas armadas, incluyendo a Merino, en su último discurso, a través de un golpe de Estado que inició una dictadura militar.
A partir del 11 de septiembre de 1973 se creó un grupo denominado Servicio de Inteligencia de la Comandancia de Área Jurisdiccional de Seguridad Interior (SICAJSI), en el que participaron funcionarios de la Armada y de Carabineros (la policía uniformada de Chile); a principios de 1974 pasó a llamarse Centro de Inteligencia Regional (Cire).

## Miembro de la Junta de Gobierno
El 11 de septiembre de 1973, a las ocho de la mañana, el almirante Merino hizo pública una proclama que resumía las razones del golpe:

Las Fuerzas Armadas, organismos esencialmente profesionales, no pueden permanecer impasibles ante el derrumbe de nuestra Patria y la desesperación de millones de chilenos.

Esto no es un golpe de estado, pues es un tipo de esquema que no calza con nuestro modo de ser y repugna a nuestra conciencia legalista y profunda convicción cívica. Sólo se persigue el restablecimiento de un estado de derecho acorde con las aspiraciones de todos los chilenos, cuyo quiebre ha sido denunciado por la Ilustrísima Corte Suprema, como asimismo por la Cámara de Diputados que es el organismo fiscalizador y que lo ha hecho presente en extenso documento.
El Poder Ejecutivo ha sido sobrepasado por las circunstancias y los elementos extremistas están destruyendo sin misericordia propiedades y vidas. El Ejecutivo ha carecido de la autoridad y firmeza para controlar esta situación desquiciadora de la convivencia pacífica a que estamos acostumbrados los chilenos. Esto no puede continuar y es nuestra firme intención detenerlo a la mayor brevedad. No tenemos, ahora ni en el futuro, compromisos con ningún partido político. Sólo gobernarán los más capaces y honestos.

Formados en una escuela de civismo, de respeto por la persona humana, de convivencia de justicia y de patriotismo, no se persigue otra finalidad que no sea la felicidad de todos los chilenos, no importa cuál sea su posición, pero que puedan vivir en paz, tranquilidad y sin temor al mañana, ni de ellos, ni el de sus hijos.

Como miembro de la Junta de Gobierno estuvo a cargo del sector económico del país y presidió el Comité Económico de Ministros, que adoptó sus primeras medidas económicas por medio de decretos leyes; entre ellas estuvieron la liberación de los precios de bienes y servicios, el establecimiento de una sola área cambiaria y la liberalización de las tasas de interés. Del mismo modo, se abocó a la reorganización de las empresas del Estado y a la normalización de las que habían sido intervenidas durante el gobierno de Salvador Allende.
En 1974 renegoció, en representación de Chile, varios contratos ante España, como el Pegaso. Durante su viaje a Madrid recibió de parte del generalísimo Francisco Franco la Gran Cruz de la Orden de Isabel la Católica. Ese mismo año impulsó el estudio del estatuto para inversionistas extranjeros, que permitió la elaboración del Decreto Ley N.º 600, fundamental en la promoción e incentivo a la inversión extranjera y que ha sido mantenida.
En 1975 participó en la elaboración del Estatuto de la Junta de Gobierno, creándose las Comisiones Legislativas, y la Secretaría de Legislación. Merino pasó a presidir la Primera Comisión Legislativa relacionada con los asuntos de economía y relaciones exteriores y la Cuarta que se abocó al sector Defensa. En este período impulsó el Decreto Ley para bonificar la forestación, estableciéndose incentivos para desarrollar las plantaciones de esta naturaleza en el país.
Suya fue la iniciativa que permitió a los deudores del Sistema de Ahorro y Préstamo para Viviendas repactar sus deudas, para lo cual se dictó el Decreto Ley N° 3.480.
En 1980 participó en la elaboración del Decreto Ley N.º 3500 que permitió la creación de las Administradoras de Fondos de Pensiones, a la que entregó su apoyo y aprobación. Ese mismo año se aprobó la nueva Constitución que separó los poderes Ejecutivo y Legislativo.

### Presidente de la Junta

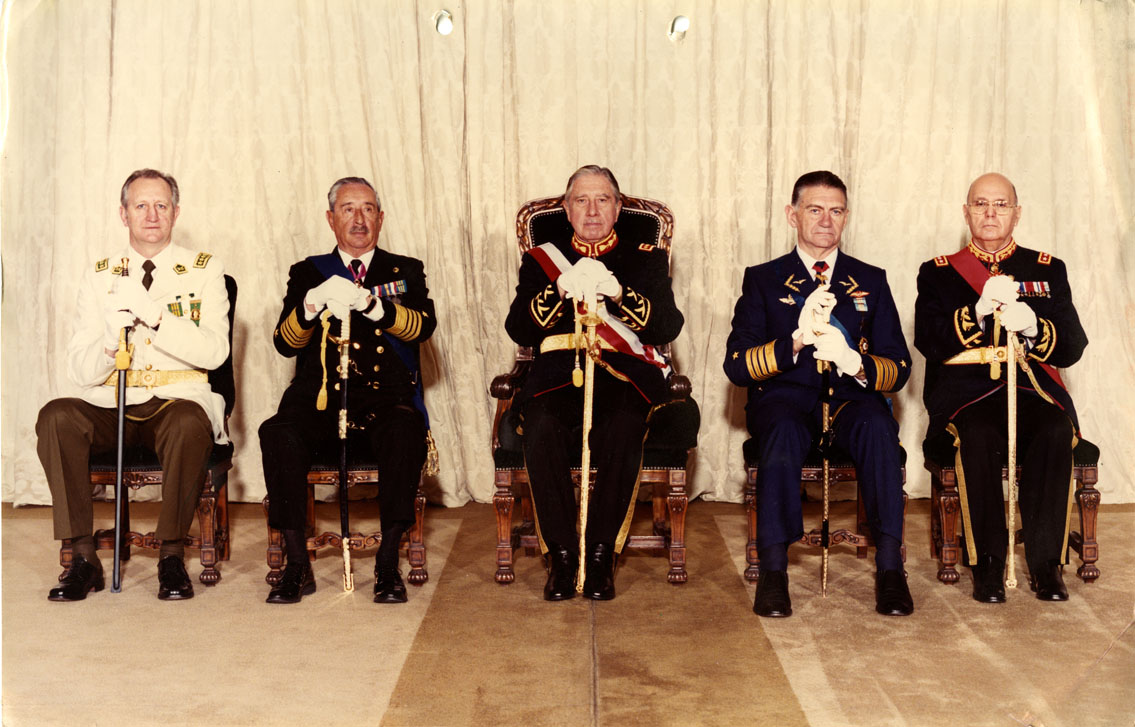
José Toribio Merino (segundo de izquierda a derecha) con los otros miembros de la Junta de Gobierno (1985).

El almirante Merino pasó a presidir el 11 de marzo de 1981 la Junta de Gobierno que constituía el Poder Legislativo y, además, encabezó la Primera Comisión Legislativa.
En 1982, la liberalización de la economía chilena unida la recesión mundial tuvo los efectos de una profunda crisis económica, que obligó al gobierno a tomar drásticas medidas. Desde el Poder Legislativo participó en proyectos para desarrollar la modernización del sistema financiero, permitiendo al Estado garantizar los depósitos y ahorros, y bajar los aranceles a las importaciones.
Impulsó la Ley de fomento a la Marina Mercante, presentó los anteproyectos para reemplazar el Libro III del Código de Comercio; promovió la derogación la Ley que permitía el aborto terapéutico. En 1988 presentó al Gobierno un plan de desarrollo de la Quinta Región, elaborado de acuerdo con sus directivas.
En 1989 propuso la publicación de la Ley de Pesca y Acuicultura. Le correspondió presidir la Comisión Legislativa Conjunta para reformar la Constitución (reformas pactadas con la oposición política que había ganado en el plebiscito de 1988) cuyo texto fue ratificado por el referéndum del 30 de junio de 1989.
Durante el periodo en el cual fue presidente de la Junta de Gobierno (1981-1990) se promulgaron 3.660 decretos leyes y 1.090 leyes.

### Losmartes de Merino

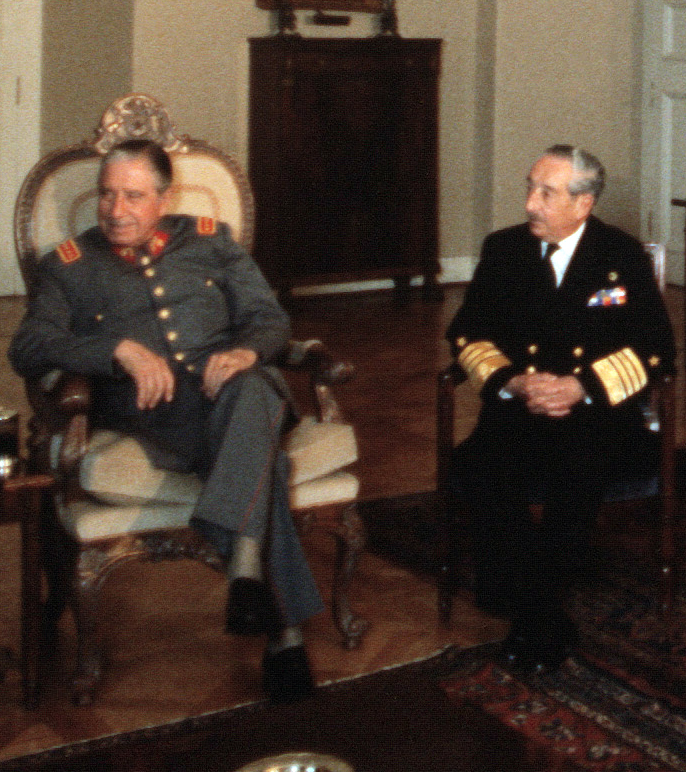
Pinochet y Merino durante una entrevista en La Moneda (1984).

El almirante Merino hablaba con la prensa los martes. Esto comenzó cuando los periodistas que cubrían el sector legislativo descubrieron que la comisión que presidía se reunía en dicho día y una vez que terminaba, salía al pasillo para tomar el ascensor. Sus respuestas, sus frases, a veces serio, otras con risas, dieron mucho que hablar. Sus declaraciones semanales eran esperadas por las inesperadas respuesta que daba a veces:
- "Creo que (Francisco) Franco ha sido uno de los más grandes estadistas del siglo XX".
- "La tropa de humanoides que se desató por la calle Vicuña Mackenna", hablando de los comunistas.
- "Solamente Rusia, que es un país de esencia terrestre, ha podido aceptar ser marxista durante más de 50 años, porque su población no tiene la dinámica de la población chilena que nació junto al mar. Porque su población es semi-vegetal".
- "Yo no soy político, soy marino. Tengo derecho a decir lo que quiera".
- "El candidato va a ser una persona que vamos a nombrar nosotros: tiene que ser chileno, mayor de edad, letrado, todo lo que dice la Constitución, de raza caucásica o araucana, no importa".
- "Yo voy a continuar como un ciudadano tranquilo, si me dejan en paz, en mi casa y jugando al trompo y al emboque".
- "Puede ser no singerfer, sin que pase nada en Chile, si si sigue, sigue".
- "Son auquénidos metamorfoseados que aprendieron a hablar, pero no a pensar", hablando de los bolivianos.

En una de sus declaraciones, emitidas tras el incidente del portero Roberto Rojas en Brasil, casi se produjo un serio impasse diplomático, cuando calificó a los brasileños como "un pueblo de seres primitivos". Tal situación no hizo más que enardecer a las turbas que se congregaban en las afueras de la embajada, durante un periodo en que las relaciones entre ambos países atravesaban un momento muy delicado.

## Últimos años

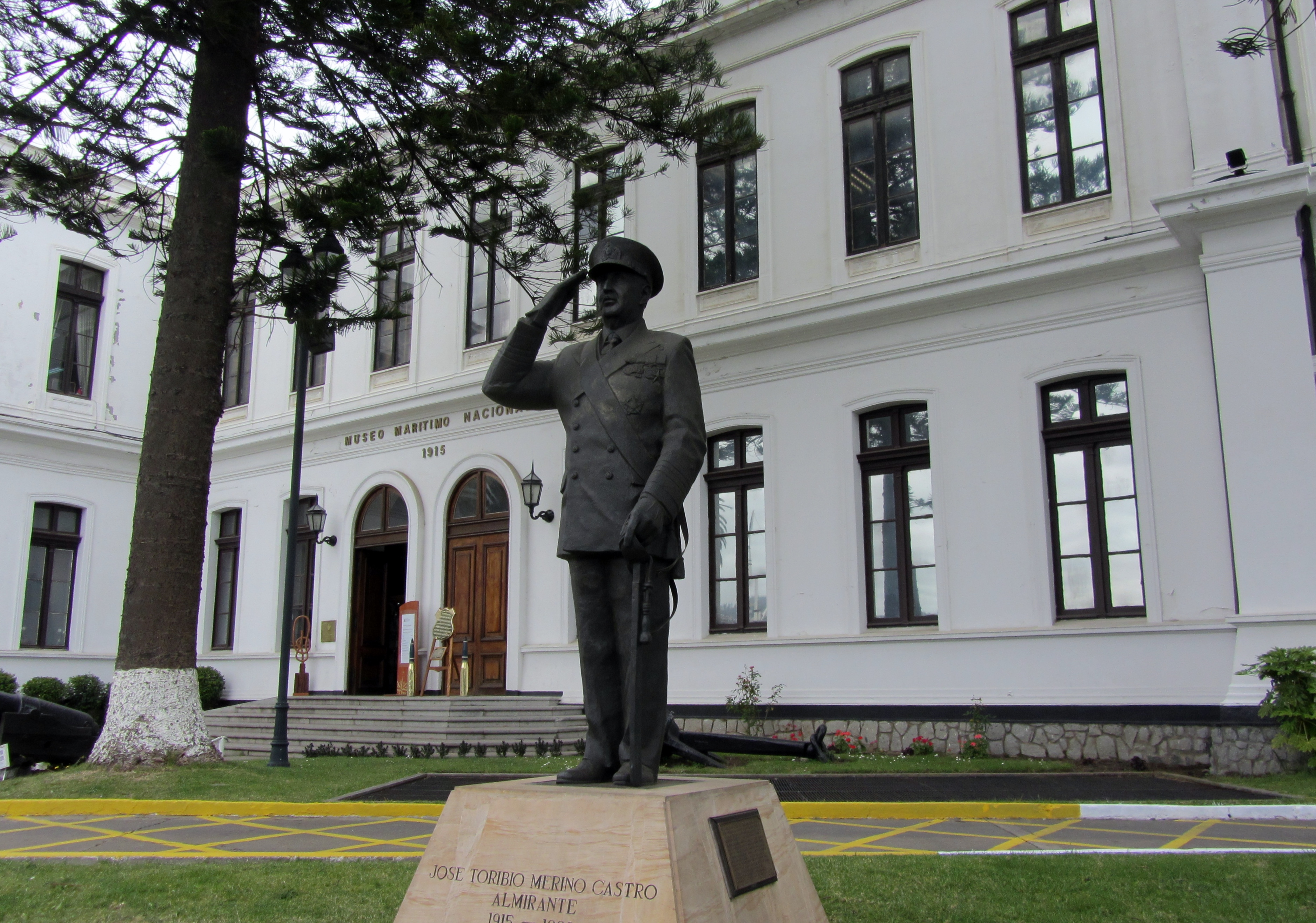
Estatua realizada por Arturo Hevia, diagonal a la entrada al Museo Marítimo Nacional que Merino inauguró en 1988 y que fue retirada en 2022.

Merino continuó como comandante en jefe de la Armada hasta el 8 de marzo de 1990. Estuvo 57 años, 8 meses y 7 días al servicio de esa institución, de los cuales 24 años permaneció embarcado y 16 como al frente de ella.

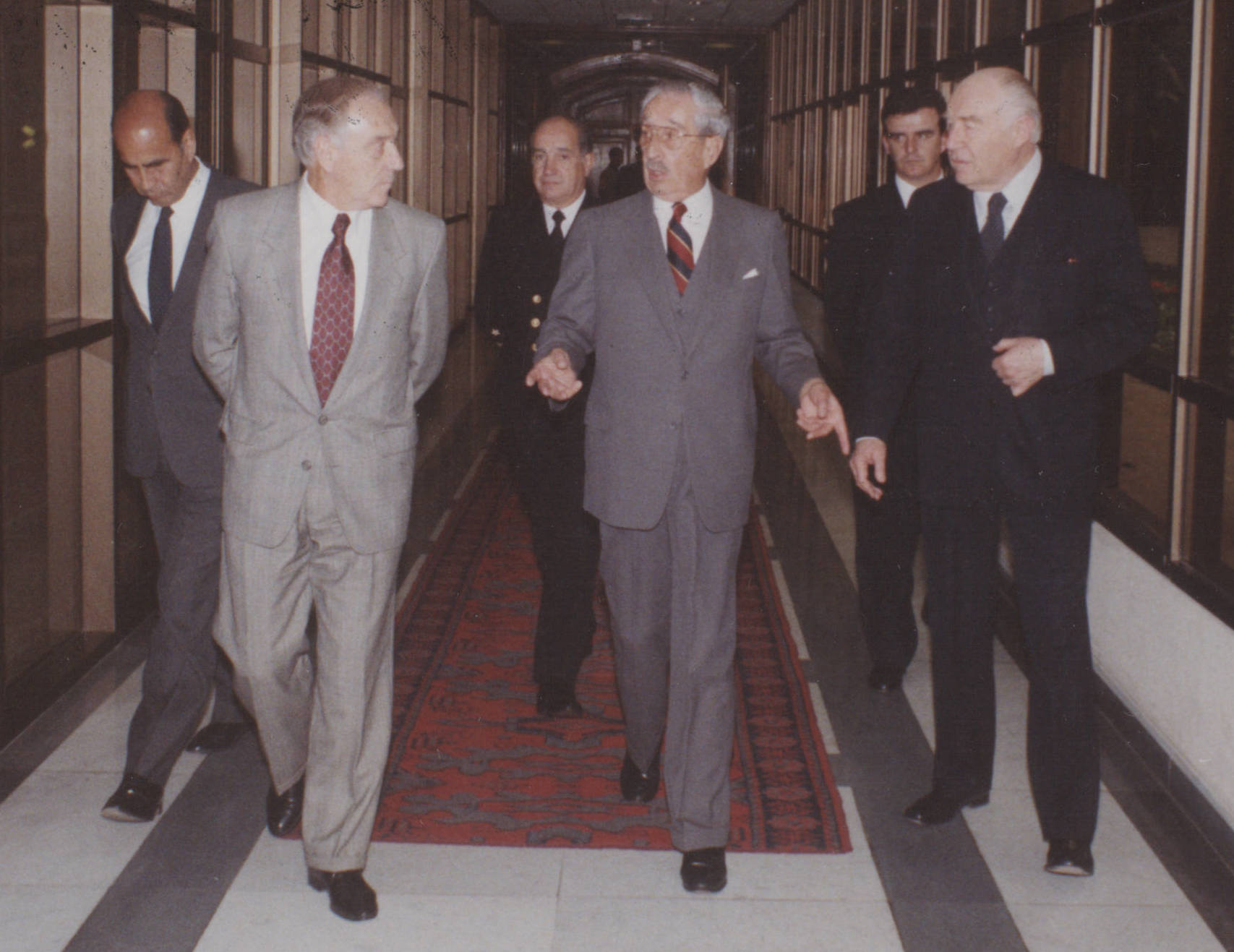
Con Sergio Onofre Jarpa.

Al pasar a retiro, se dedicó a sus pasatiempos preferidos: el golf, la pintura, la fotografía y el cuidado de sus aves. Además escribía sus memorias, que no alcanzó a ver publicadas.
En 1988 fue instalada en el Museo Marítimo Nacional una estatua de Merino, obra del escultor Arturo Hevia. El 17 de junio de 2022 la Corte de Apelaciones de Santiago ordenó el retiro de dicha estatua producto de un recurso de protección solicitado por Luis Mariano Rendón en nombre de víctimas de violaciones a los derechos humanos durante la dictadura militar.

### La falsa muerte del almirante Merino
El 21 de mayo de 1996, justo el día de la celebración de las Glorias Navales de Chile, se divulgó la noticia equivocada de la muerte del almirante Merino; el comunicado correspondiente lo dio el jefe de la Guarnición Naval de Talcahuano al comienzo de la ceremonia en honor del Combate Naval de Iquique, en la que participaba el ministro secretario general de Gobierno de Eduardo Frei Ruiz-Tagle, José Joaquín Brunner Ried. Inmediatamente se le rindieron honores fúnebres y se izó la bandera a media asta, mientras en Valparaíso recibían con estupor esta falsa noticia que se apresuraron a desmentirla desde el Hospital Naval de Viña del Mar, explicando que Merino se encontraba vivo y en estado estable de salud. Fallecería meses más tarde.

### Fallecimiento
José Toribio Merino Castro falleció, debido a un cáncer linfático, en Viña del Mar el 30 de agosto de 1996 y el entonces presidente Eduardo Frei Ruiz-Tagle decidió decretar tres días de duelo oficial por el fallecimiento del almirante.En el Cementerio Parque del Mar en Concón, y en fiel reflejo del clima político e información disponible en la época, se le rindieron los honores de un comandante en jefe de la Armada de Chile en servicio activo y bajo las normas de protocolo naval.

## Epónimo
- Almirante Merino (BMS-42), buque nodriza de submarinos dado de baja el 15 de enero de 2015.

## Distinciones y condecoraciones

### Condecoraciones nacionales
- Medalla Militar de la Armada de 3ª clase por 15 años de servicios (1946).[1]
- Medalla Militar de la Armada de 2ª clase por 20 años de servicios (1951).[1]
- Medalla Gran Estrella al Mérito Militar por 30 años de servicios (1961).[1]
- Cruz al Mérito Naval.[1]
- Condecoración Presidente de la República (1973).[1]

### Condecoraciones extranjeras
- Gran Cruz de la Orden de Isabel la Católica ( España, 1975).[16]
- Gran Oficial de la Orden del Mérito Naval ( Brasil)
- Gran Cruz de la Orden del Mérito Naval ( Brasil)
- Gran Estrella al Mérito Militar de la Estrella de las Fuerzas Armadas ( Ecuador)
- Comandante de la Legión al Mérito ( Estados Unidos)
- Gran Cruz de la Orden de Mayo al Mérito Naval ( Argentina)
- Gran Cruz de la Orden del Quetzal ( Guatemala)
- Gran Cordón de la Orden del Sol Naciente ( Japón)
- Gran Oficial de la Orden de la Estrella de Sudáfrica ( Sudáfrica)
- Tong-Il de la Orden al Mérito de la Seguridad Nacional ( Corea del Sur)